# Esfinge de Taharqo

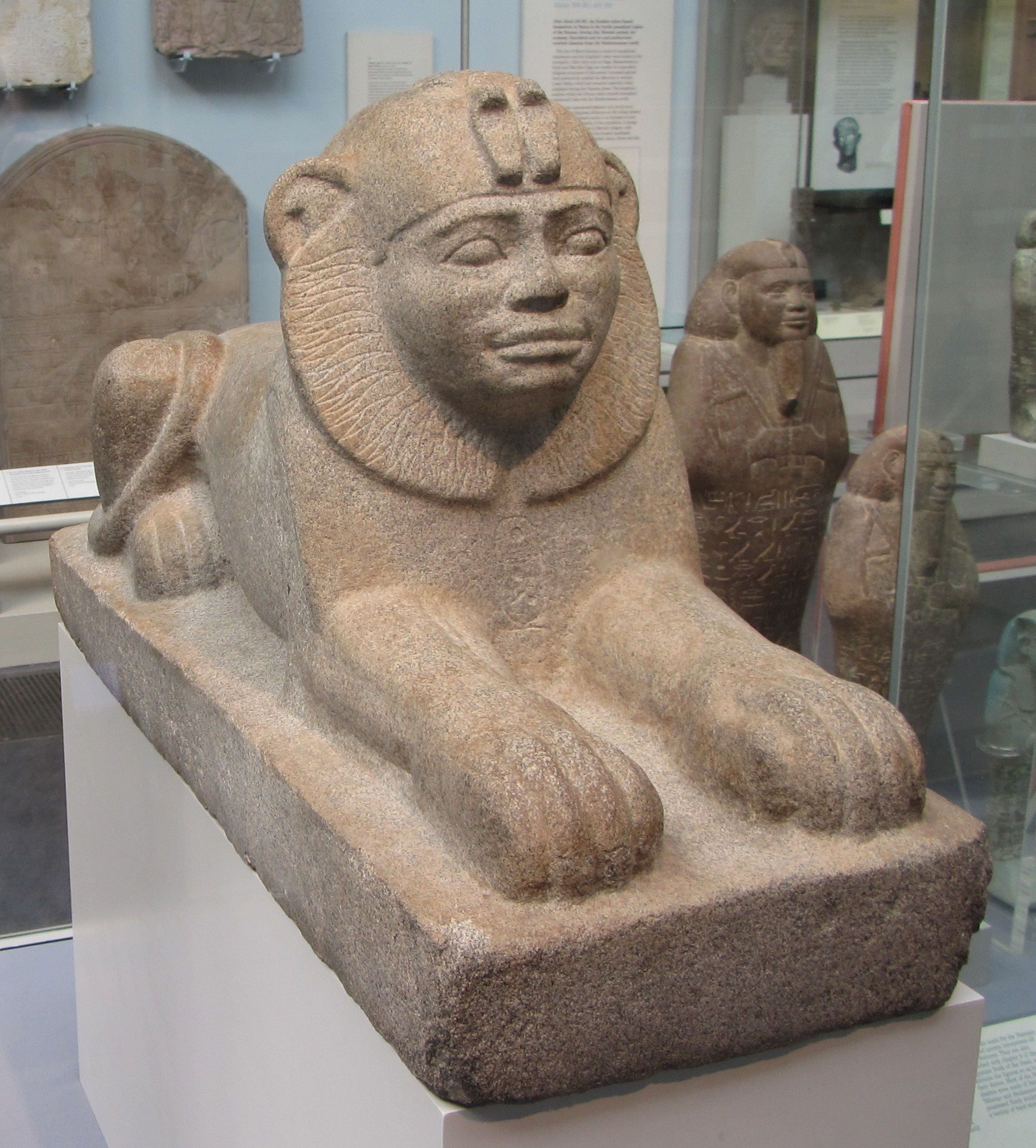
Esfinge de Taharqo. Museo Británico.

Kush era el territorio situado a lo largo del Nilo, al sur de Asuán, entre la primera y la sexta catarata del río.

La esfinge de Taharqo es una escultura creada en el año 680 a. C., bajo el mandato de Nefertumjura Taharqo, rey de la dinastía XXV de Egipto, y Kushita, cuyo reinado data de 690 a. C. a 664 a. C., perteneciente al Tercer periodo intermedio de Egipto.

## Hallazgo e historia
La esfinge procede del Templo T de Kawa, situado en Nubia superior, (Sudán), y fue hallada en unas excavaciones dirigidas por el profesor Francis Lllewellyn Griffith, (1862 – 1934), que fue un eminente egiptólogo británico. 
La esfinge presenta la cara del rey Taharqo, y estaba destinada a honrar su grandeza.

## Conservación
- Se exhibe de forma permanente en el Museo Británico.

## Características
- Estilo: Antiguo Egipto con influencias kushitas.
- Material: granito.
- Altura: 40 centímetros.
- Largo: 73 centímetros.